# Øivind Hånes
Øivind Hånes (* 5. Januar 1960 in Drammen) ist ein norwegischer Musiker, Komponist, Produzent und Schriftsteller.
Bisher veröffentlichte er fünf CDs, zwei Erzählbände und elf Romane, von denen zwei auf Deutsch erschienen sind: „Amerikanische Landmaschinen“ und „Permafrost“. Außerdem hat Hånes mehrere Sachbücher zum Thema Essen & Trinken geschrieben. Seit 1998 lebt er in Köln. 2005 war er mit dem Roman „Pirolene i Benidorm“ für den Literaturpreis des Nordischen Rates nominiert.

## Werke

### Romane und Erzählbände
- som vil deg isbre for isbre. Roman 1991, Gyldendal
- Venterommet der sporene viskes ut. Roman 1992, Gyldendal
- Å lyse som kullstift. Roman 1993, Gyldendal
- Amerikansk landbruk. Roman 1994, Aschehoug
- Faste måltider. Kurzgeschichten 1995, Gyldendal
- Sonsuzluk. Kurzgeschichten 1997, Gyldendal
- Permafrost. Roman 1998, Gyldendal
- En dag for paprika. Roman 2002, Gyldendal
- Petroleum. Roman 2004, Gyldendal
- Pirolene i Benidorm. Roman 2005, Gyldendal
- Antagon. Roman 2008, Gyldendal
- An der schönen blauen Donau. Roman 2011, Gyldendal
- Det kan jeg ikke si. Roman 2020, Gyldendal
- Det tomme toget. Roman 2022, Gyldendal

### Gedichtsammlung
- Desibel spirit. Gedichte 2013, Gyldendal
- Tanken på det pelagiske. Gedichte 2017, Gyldendal

### Sachbücher
- Bølgen & Mois store bok om mat og vin, Gyldendal Fakta 2010
- Historien om Cognac, Calvados og Armagnac, fire nordmenn, heldige giftermål og verdens beste brennevinshus, Gyldendal Fakta 1999
- Mat & Vin, Gyldendal Fakta 2001
- Bølgens vin, Gyldendal Fakta 2002
- Champagne - diva og dronning, Gyldendal Fakta 2003
- Sopp sopp! Gyldendal Fakta 2004
- 100 viner og vinopplevelser, Gyldendal Fakta 2004
- Fisk & Vin, Gyldendal Fakta 2006
- Eple. Ikon, myte, mat, Gyldendal Fakta 2007
- Cocktails & Tapas, Gyldendal Fakta 2008
- Kjøtt & Vin, Gyldendal Fakta 2008
- Bølgen & Mois store bok om mat og vin, Gyldendal Fakta 2010
- Eventyrlig. Jakten på de beste norske råvarene, Gyldendal Fakta 2016

### CDs
- Afraid of Getting Enormously Fat. CD 1992
- Where There’s a Beat There’s a Body. CD 1993
- Yolk. CD 1993
- This, This and This. CD 1994
- SCH-SSS-KJT. CD 1997

Mit Spastisk Ekstase:
- Tre Mord. 12" 1982

Mit The Jazz Police:
- Bizarre Intelligence. 7" 1989
- Dinky Toy Mystery. CD 1990

### Produktionen
- Concrete Now: Things that I love. 7" 1984
- Lobster Combo: Into ramadan with the supreme caddie. LP 1989
- Walther Bladt: Vintersange. CD 1991
- Atle Pakusch Gundersen: The day yet to come. CD 1991
- The Jazz Police: Tangled. CD 1993
- Lobster Copter: There. CD 1994
- Karl-Henrik Gunderssen: For brød og brennevin. CD 1998

### Kammer- und Ballettmusik
- Baba Yaga. 1990
- Kraft. 1990
- Lugarithm. 1991
- The age of lactarius. 1992

### Musikdramatik
- Lautleben, mit Rolf Wallin und Sidsel Endresen, 1999
- Wasserphysik, Solovorstellung 2002
- 3 × 3, mit Opera Omnia, 2003

### Hörspiel
- Permafrost, WDR Köln, 2002

## Auszeichnungen
- 1991: 2. Preis im Romanwettbewerb von Bokklubben Nye Bøker, NRK P2 und der Universität in Oslo
- 1994: Spezialpreis im Romanwettbewerb vom norwegischen Verlag Aschehoug
- 2005: Nominiert für den Literaturpreis des Nordischen Rates
- 2006: Kulturpreis der Gemeinde Nedre Eiker
- 2012: Kulturpreis der Provinz Buskerud